# Peter Moore
Peter Moore (Liverpool, 1955) è un dirigente d'azienda e imprenditore britannico con cittadinanza statunitense, noto per la sua lunga carriera nell'industria dei videogiochi, che lo ha visto passare, e rivestire un ruolo importante, in SEGA, Microsoft ed Electronic Arts. Dal 2017 ha poi abbandonato il contesto videoludico per divenire amministratore delegato del Liverpool Football Club.

## Biografia
Moore è nato a Liverpool, in Inghilterra. Ha conseguito una laurea alla Keele University e un master universitario all'università statale della California. Ha lavorato per la filiale americana dell'azienda Patrick, società di abbigliamento sportivo francese, e poi a Reebok per quasi due decenni. Fu anche insegnante di educazione fisica per un certo periodo di tempo.

### InSEGA
Dopo Reebok, venne assunto da Bernie Stolar per lavorare in SEGA. Nonostante suo figlio possedesse un Sega Saturn, Moore aveva una scarsa conoscenza di videogiochi. Tuttavia, divenne rapidamente un punto di riferimento nell'azienda giapponese, rivelandosi una figura di spicco per le operazioni nordamericane della compagnia durante l'era del Dreamcast. In quel momento giocò un ruolo fondamentale nella storica decisione dell'azienda di cambiare la propria strategia: abbandonare lo sviluppo dell'hardware, per concentrarsi esclusivamente nella creazione di software. Al momento della sua dipartita, Moore era presidente e direttore operativo della diramazione americana di SEGA.
Moore è stato orgoglioso del percorso intrapreso dal Dreamcast e dell'importante eredità che si è lasciata alle spalle; incluso il fandom di Shenmue, che egli stesso descrisse come la comunità di fan più agguerrita mai vista durante la sua carriera nella compagnia giapponese. Ammise, durante un'intervista a "GamingSteve.com", che nei primi anni 2000, ad un posto di controllo all'aeroporto Internazionale di Chicago-O'Hare, un agente della TSA lo guardò, affermando: «Non ho bisogno di vedere il tuo passaporto. Sei lo stronzo che ha svenduto Shenmue all'Xbox». Nondimeno, molti accusarono Moore di aver usato SEGA come mero trampolino di lancio per entrare nel settore. In effetti, egli stesso ha sempre ammesso di essere tra i responsabili della morte di Dreamcast, affermando:
Durante il suo periodo in SEGA, Moore interpretò anche uno zombi nell'adattamento cinematografico di House of the Dead insieme al produttore del videogioco Rikiya Nakagawa. Entrambi sono accreditati alla fine del film nella sezione "Ringraziamenti speciali".

### InMicrosoft
Moore lasciò SEGA e nel 2003 venne assunto da Microsoft per contribuire al tentativo di Xbox di competere con le altre console di sesta generazione. In Microsoft, acquisì notorietà per l'aver annunciato i videogiochi Halo 2 e Grand Theft Auto IV tatuandosi e rivelando i loghi dei rispettivi giochi sulle proprie braccia. Inizialmente alcune fonti affermarono che il tatuaggio di Halo 2 non fosse permanente, ma successivamente altre riferirono di come Moore lo possedesse ancora; conferma che arrivò da lui stesso nel 2006.
Dotato di uno spirito piuttosto aggressivo, agli albori della settima generazione di console, Moore dichiarò di come Wii costituisse una più valida alternativa a PlayStation 3, sostenendo che allo stesso prezzo della console Sony (599€ al lancio), l'utente medio avrebbe potuto acquistare sia Xbox 360 che la console Nintendo.

### InElectronic Arts
Il 17 luglio 2007, Electronic Arts annunciò che Peter Moore avrebbe lasciato Microsoft per dirigere la divisione "EA Sports", dopo aver accettato una offerta d'incarico inviata dal presidente di EA, John Riccitiello. Moore accettò anche per la vicinanza della società alla San Francisco Bay Area dove risiedeva la propria famiglia. Al vertice della sua vecchia posizione, in Microsoft, salì Don Mattrick.
La notorietà raggiunta da Moore lo portò ad apparire anche come caricatura nell'episodio 5, della quindicesima stagione di South Park. Il 4 agosto 2011, Moore venne promosso da capo di "EA Sports" a direttore operativo, in occasione di una ristrutturazione aziendale. Il 10 dicembre 2015, fu nominato a capo della nuova divisione di EA dedicata agli sport elettronici.

### NelLiverpool Football Club
Moore ha successivamente lasciato Electronic Arts, e il mondo dei videogiochi, per occupare la posizione di amministratore delegato del Liverpool Football Club, il 27 febbraio 2017. Ha assunto il suo nuovo ruolo il 1 ° giugno dello stesso anno.